# 李璨 (北魏)
李璨（432年—471年），字世显，赵郡柏仁县（今河北省邢台市隆尧县）人，出自赵郡李氏东祖，是北魏赵郡太守李均的儿子，北魏官员。

## 生平
李璨身高八尺五寸，外表高大魁梧，跟随梁祚接受学业，兴安年间，担任秘书中散、殷州别驾，转任赵郡、常山郡二郡太守，升任中书郎，很为高允所了解。天安元年（466年），刘宋徐州刺史薛安都占据彭城向北魏投降，魏献文帝拓跋弘下诏镇南大将军、博陵公尉元，镇东将军、城阳公孔伯恭等人率领军队迎接薛安都，魏献文帝又以李璨参赞二府军事。北魏军队到达九里山后，薛安都率领文武官员前来迎接，尉元没有以相应的礼节接待他。薛安都回到彭城，也不投降了。刘宋的将军张永、沈攸之等人率领部队屯驻于下磕，尉元命令李璨和中书郎高闾进入彭城劝说薛安都，薛安都被说服了，当即和他们一起乘车来到尉元军中。尉元进入彭城，收取了掌管城门的钥匙。当夜，张永进攻彭城的南门没有攻克，退回去了。当时张永的辎重在武原，李璨劝说尉元趁着张永失去军事依靠的时候进攻张永运米的船只，尉元就派李璨与薛安都留守彭城，自己带领士兵进攻张永的粮道，北魏军队大胜，斩下数千首级。当时正下大雪，张永的军队中冻死的有数万人，北魏于是平定了淮北地区。李璨被加授宁朔将军，与毕众敬一起担任东兖州刺史，安抚刚刚归顺的百姓。李璨因为参与平定徐州有功，被赐予始丰侯的爵位，加号建武将军。延兴元年（471年），李璨去世，虚岁四十，谥号懿，他的儿子李元茂继承了爵位。

## 其他
胡叟曾在高允的馆舍中见到李璨，李璨服饰奢华，胡叟身着粗麻短衣又穷又老，李璨很轻视他。胡叟对他说：“老头我现在如果答应，脱去身上的袴褶和衣帽，您将怎么办呢？”讥讽李璨只是借着服装华丽自傲，李璨惶恐失色。

## 家庭

### 父母
- 李均，北魏赵郡太守
- 渤海封氏，渤海郡太守封勗之女[13]

### 兄弟
- 李某，北魏秀才，以李叔胤为嗣子[14]

### 夫人
- 荥阳郑氏，开封县县令郑晔之女[13]

### 子女
- 李元茂，北魏振威将军、南征别将、彭城镇副将、始丰顺子
- 李宣茂，北魏平东将军、幽州刺史
- 李叔胤，北魏广陵王元羽咨议、南赵郡太守
- 李仲胤，北魏尚书左丞
- 李清兰，嫁廷尉丞路宾生[14]